# Waikiki

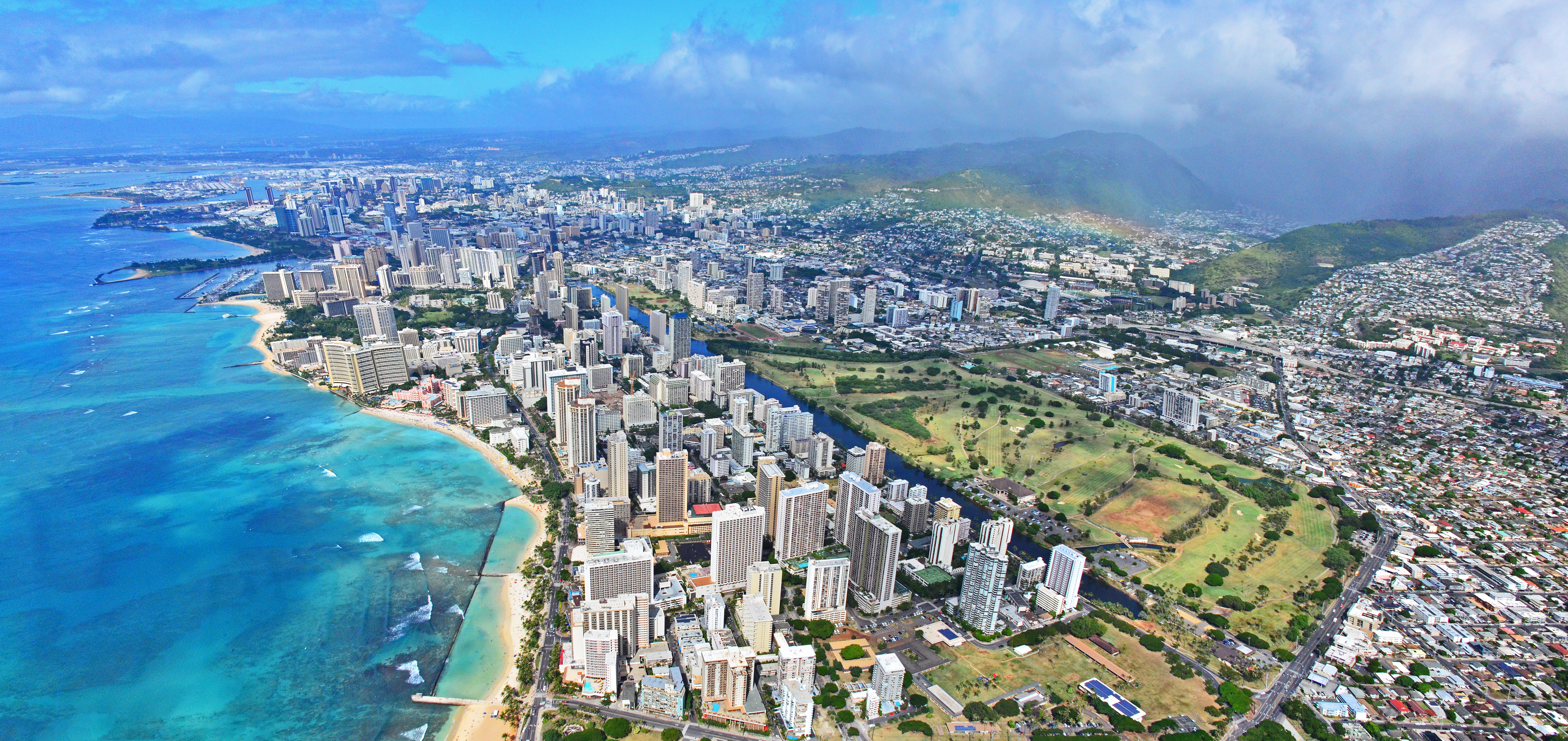
Vista aérea de Waikiki

Waikiki é um bairro de Honolulu localizado na costa sul da ilha de O'ahu, no estado americano do Havaí.
O bairro é mais famoso pela Praia de Waikiki, que é uma das seis praias do distrito, além das praias Queen's, Kuhio, Gray's, Fort DeRussy e Kahanamoku. A Praia de Waikiki é quase inteiramente artificial.
Além das praias, Waikiki possui locais públicos como o Parque Regional Kapi'olani, a reserva militar Fort DeRussy, a lagoa artificial Kahanamoku, o parque Kuhio Beach e o porto de pequenos barcos e iates Ala Wai.

## História
A área era um refúgio para a realeza havaiana, que gostava de surfar lá, nas primeiras formas do esporte.
Alguns hotéis pequenos abriram nos anos 1880. Em 1893, o empresário greco-americano George Lycurgus alugou a casa de hóspedes de Allen Herbert e a renomeou como Sans Souci ("sem preocupações", em francês), criando um dos primeiros resorts. No mesmo ano, o poeta escocês Robert Louis Stevenson hospedou-se no resort; posteriormente, a ilha se tornou um destino popular para os turistas do continente.
Waikiki tem problemas de erosão desde o final do século XIX, porque hotéis e casas foram construídos muito perto da costa natural, enquanto paredões e outras estruturas bloqueavam o fluxo e refluxo natural da areia ao longo da praia. Em 1950, mais de 80 estruturas, incluindo paredões, quebra-mares, píeres e galerias pluviais ocupavam a costa de Waikiki.
A área ficou repleta de grandes resorts, como o Hilton Hawaiian Village, Halekulani, Sheraton Waikiki e hotéis históricos que datam do início do século XX, como o Moana e o Royal Hawaiian. A praia é sede de inúmeros eventos, incluindo competições de surfe, performances ao ar livre, hula e corridas de canoa polinésia. As várias lojas e hotéis permitem que Waikiki gere aproximadamente 42% da receita turística do Havaí.
No início do século XX, Waikiki possuía várias zona úmidas, abrigo de mosquitos transmissores de doenças. Para acabarem com os insetos, os nativos da ilha criaram o canal Ala Wai. O canal foi criado por uma empresa havaiana de dragagem liderada por Walter F. Dillingham. O projeto levou cerca de sete anos, de 1921 a 1928.
No mesmo período, Duke Kahanamoku tornou-se um surfista conhecido em Waikiki, e após competir nas Olimpíadas, sua influência fez de Waikiki um ponto de encontro do surfe.

## Geografia
O bairro estende-se do canal Ala Wai, no oeste e norte, até o cone vulcânico Diamond Head no leste. A praia de Waikiki é famosa pela vista do Diamond Head, pelo seu clima geralmente quente e sem nuvens, e seu pico de surf.
O horizonte de Waikiki é repleto de arranha-céus e resorts. Metade da praia é reservada aos surfistas. As águas são rasas até certa distância da costa, com várias rochas no fundo. As ondas podem ser fortes, especialmente em dias com ventania. O surfe da região é conhecido por ser propício para pranchas longas, iniciantes e tandem surfing (prática havaiana de surfe em dupla).

### Praias
Em grande parte como resultado do desenvolvimento da costa, Waikiki possui oito praias distintas: Fort DeRussy, Duke Kahanamoku, Halekulani, Royal Hawaiian, Kūhiō, Kapi'olani, Queen's e Kaimana. Desde 1951, aproximadamente 80 mil metros cúbicos de areia foram utilizados para restaurar as praias de Waikiki. Hoje, no entanto, acredita-se que resta muito pouco da areia adicionada artificialmente. O pôr do sol pode ser visto nas praias de setembro a março.

### Vias públicas
A via principal de Waikiki é a Avenida Kalākaua, em homenagem ao Rei Kalākaua, que abriga a maioria dos hotéis e lojas de luxo, além de lojas populares entre surfistas como Quiksilver, Billabong e Volcom. A outra via principal de Waikiki, Avenida Kūhiō, em homenagem ao Príncipe Kūhiō, é mais conhecida por seus restaurantes, cafeterias e mercearias, além da sua vida noturna, clubes e prostituição.

## Problemas das praias

### Erosão
A praia de Waikiki teve problemas repetidos com a erosão, levando à construção de quebra-mares e projetos de reabastecimento de areia. A areia importada veio da Califórnia, além de locais do Havaí como Moloka‘i e Kahuku.

### Qualidade da água
A praia de Waikiki teve repetidos problemas de contaminação por causa do derramamento do esgoto em 2017.

## Educação
O Departamento de Educação do Estado do Havaí opera escolas públicas convencionais em todo o estado. A Escola Primária Thomas Jefferson está localizada no próprio bairro de Waikiki, enquanto a Escola Primária Waikiki está localizada no bairro vizinho Kapahulo.
O Sistema de Bibliotecas Públicas do Estado do Havaí opera a Biblioteca Pública de Waikiki.

## Cidades-irmãs
- Freshwater, Nova Gales do Sul, Austrália
- Bixby, Oklahoma, Estados Unidos

## Cultura popular
A banda de rock britânica The Kinks satirizou o turismo em massa do bairro na música "Holiday in Waikiki", do seu álbum Face to Face, de 1966.

## Galeria

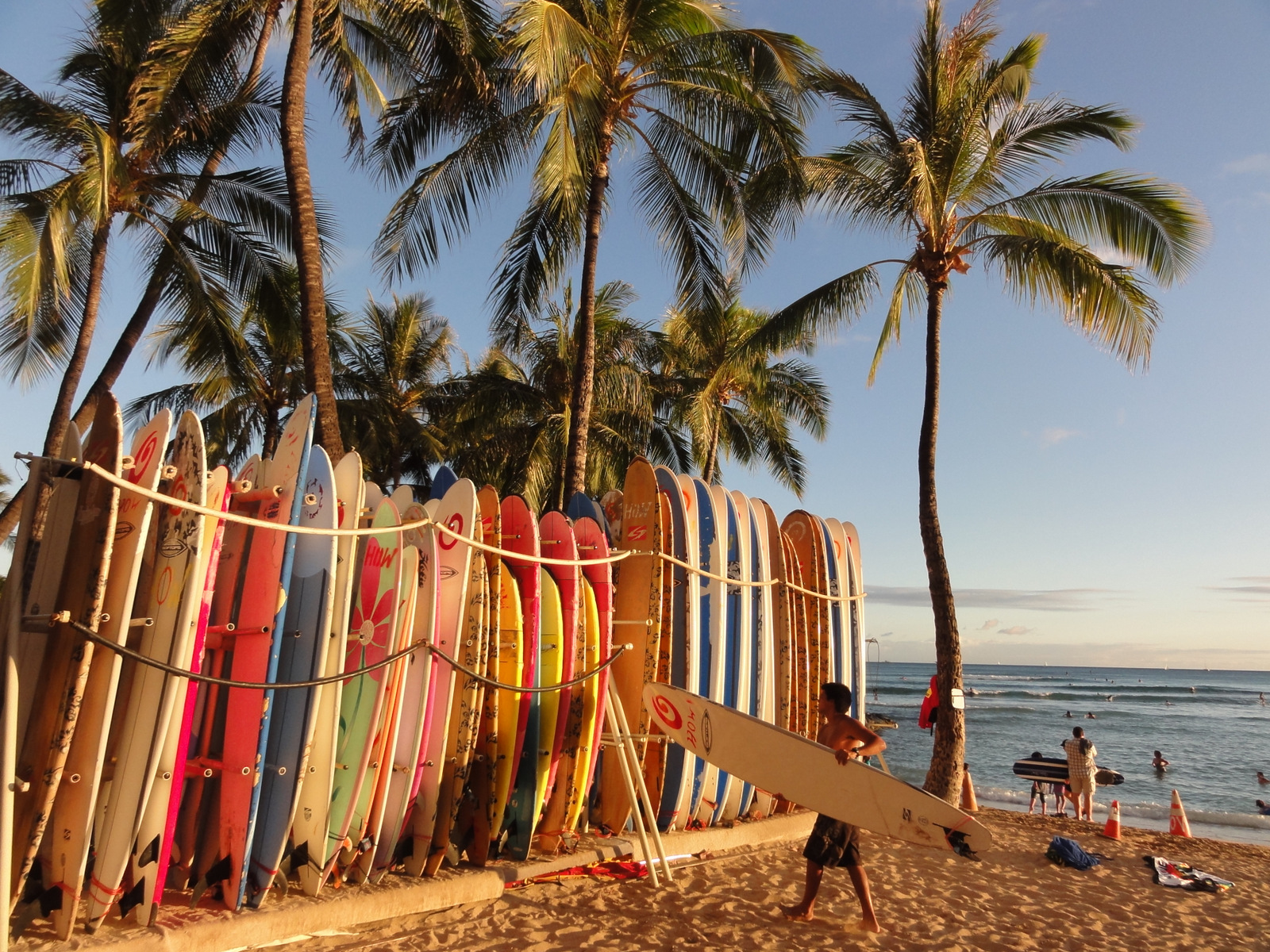
Pranchas de surfe em Waikiki
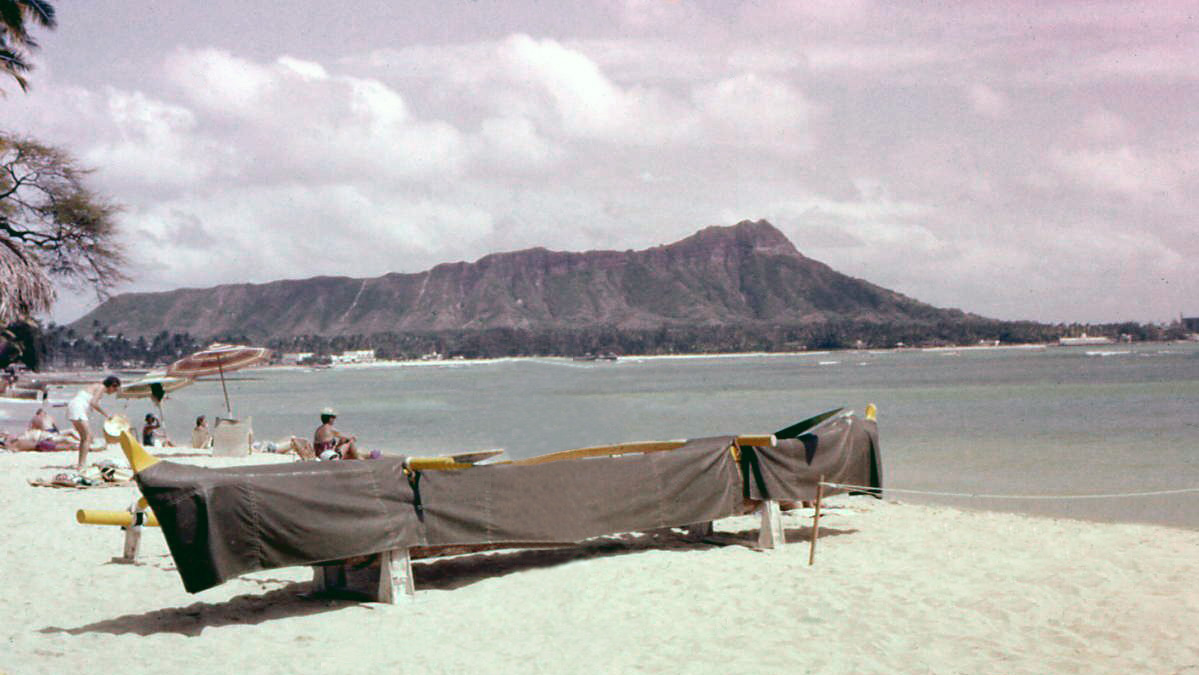
Vista do Diamond Head na Praia de Waikiki, 1958
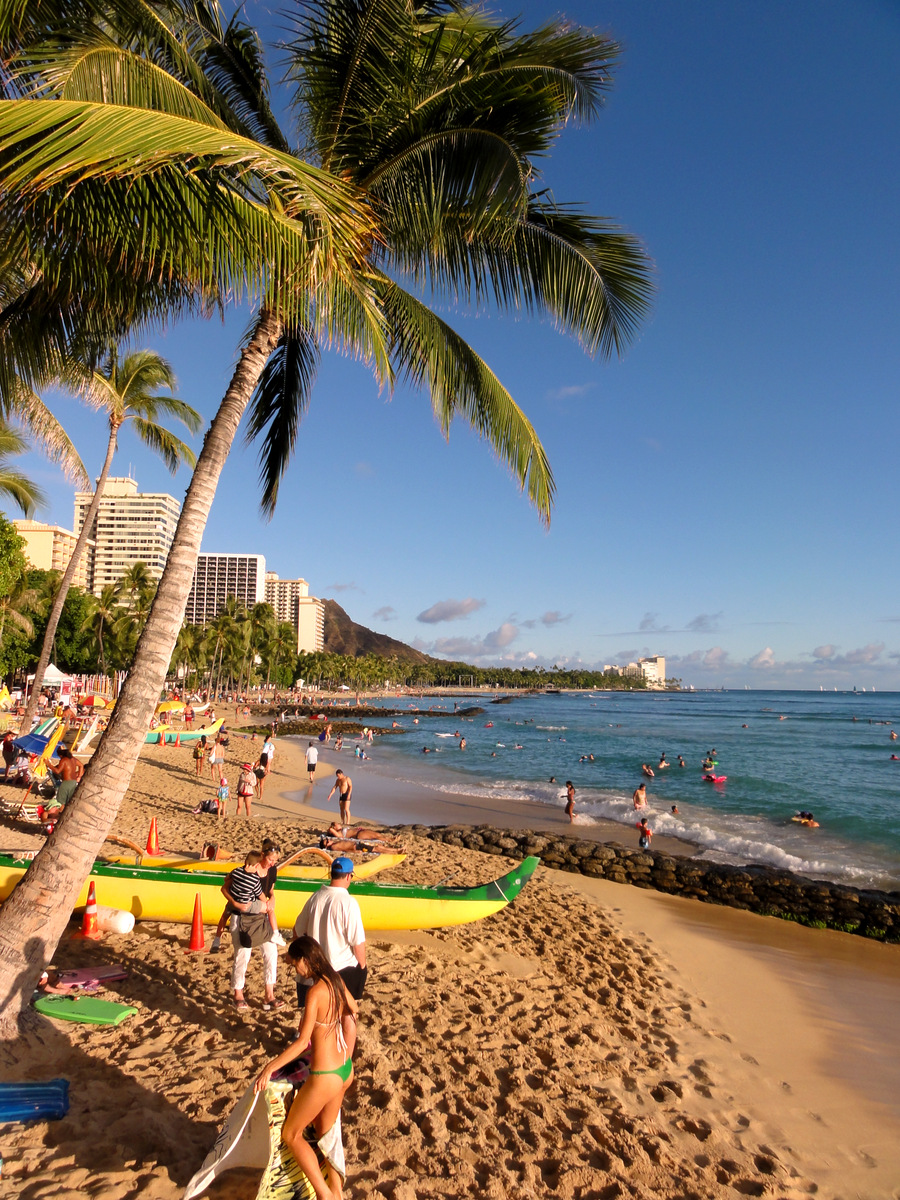
Vista da Praia de Waikiki
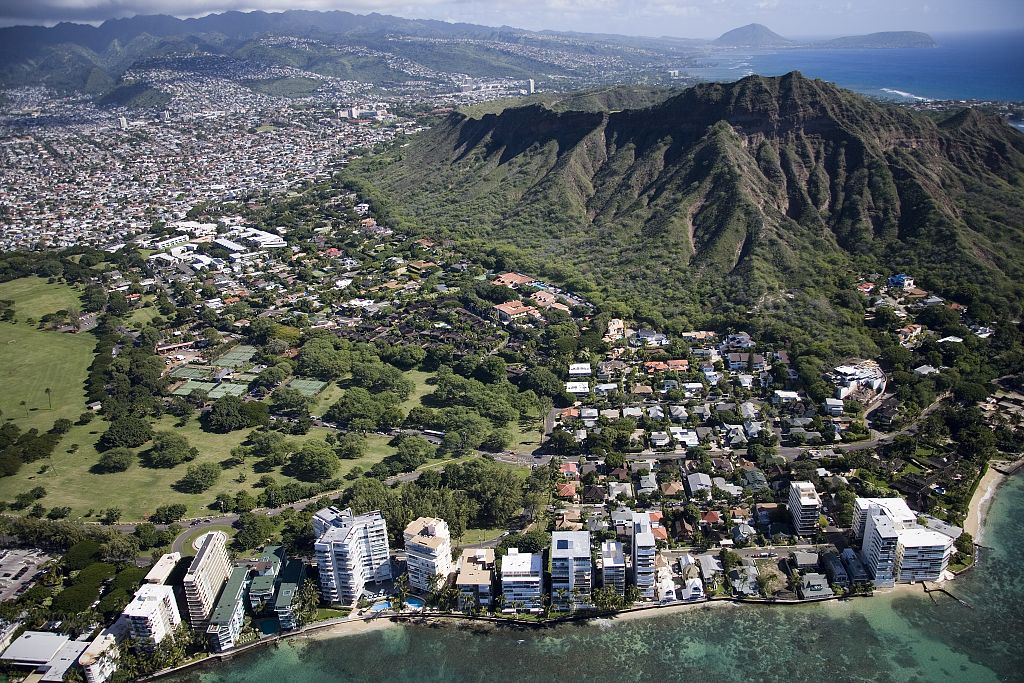
Vista aérea da Praia de Waikiki e Honolulu, no Havaí
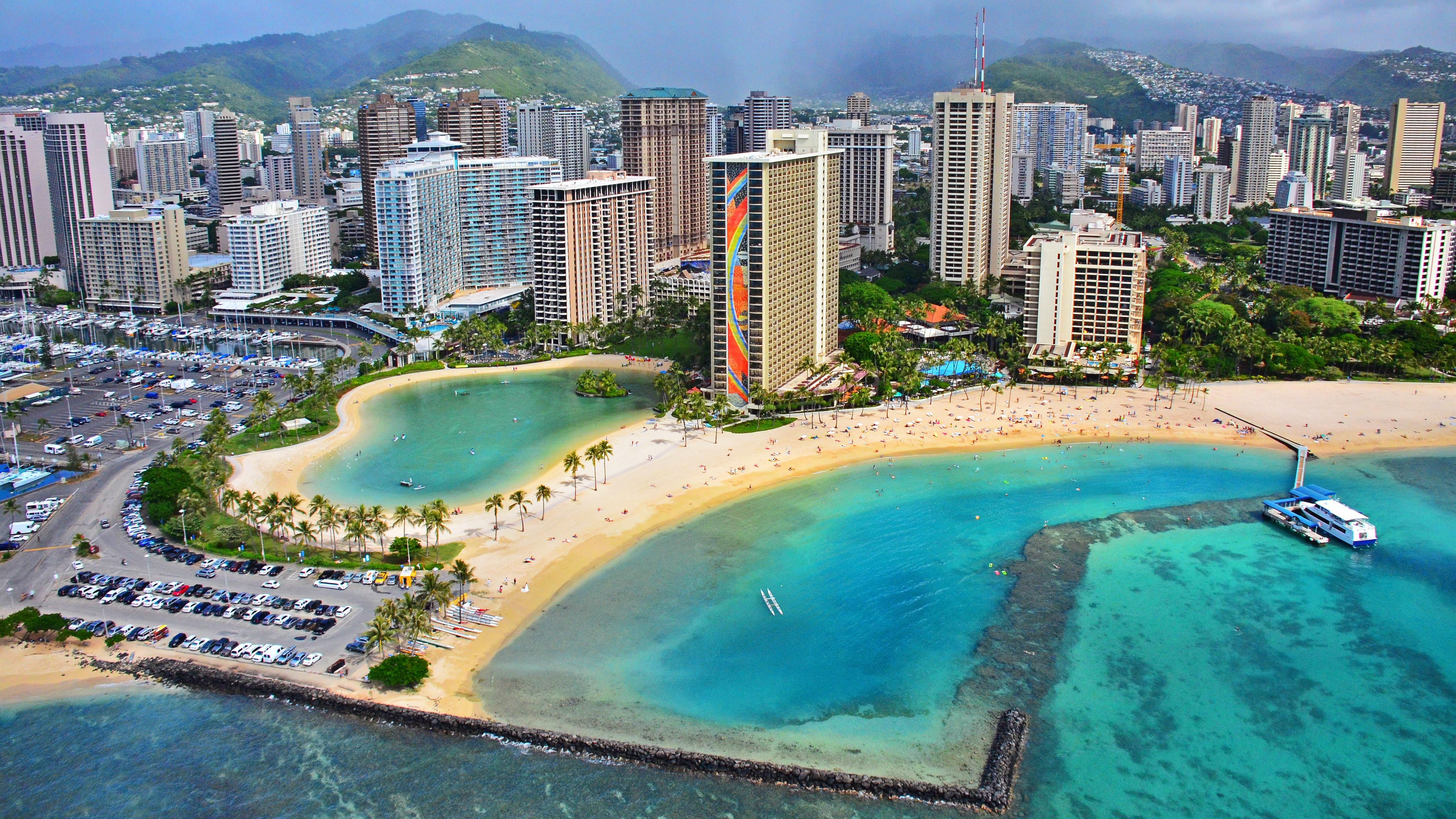
Vista aérea da lagoa Duke Kahanamoku
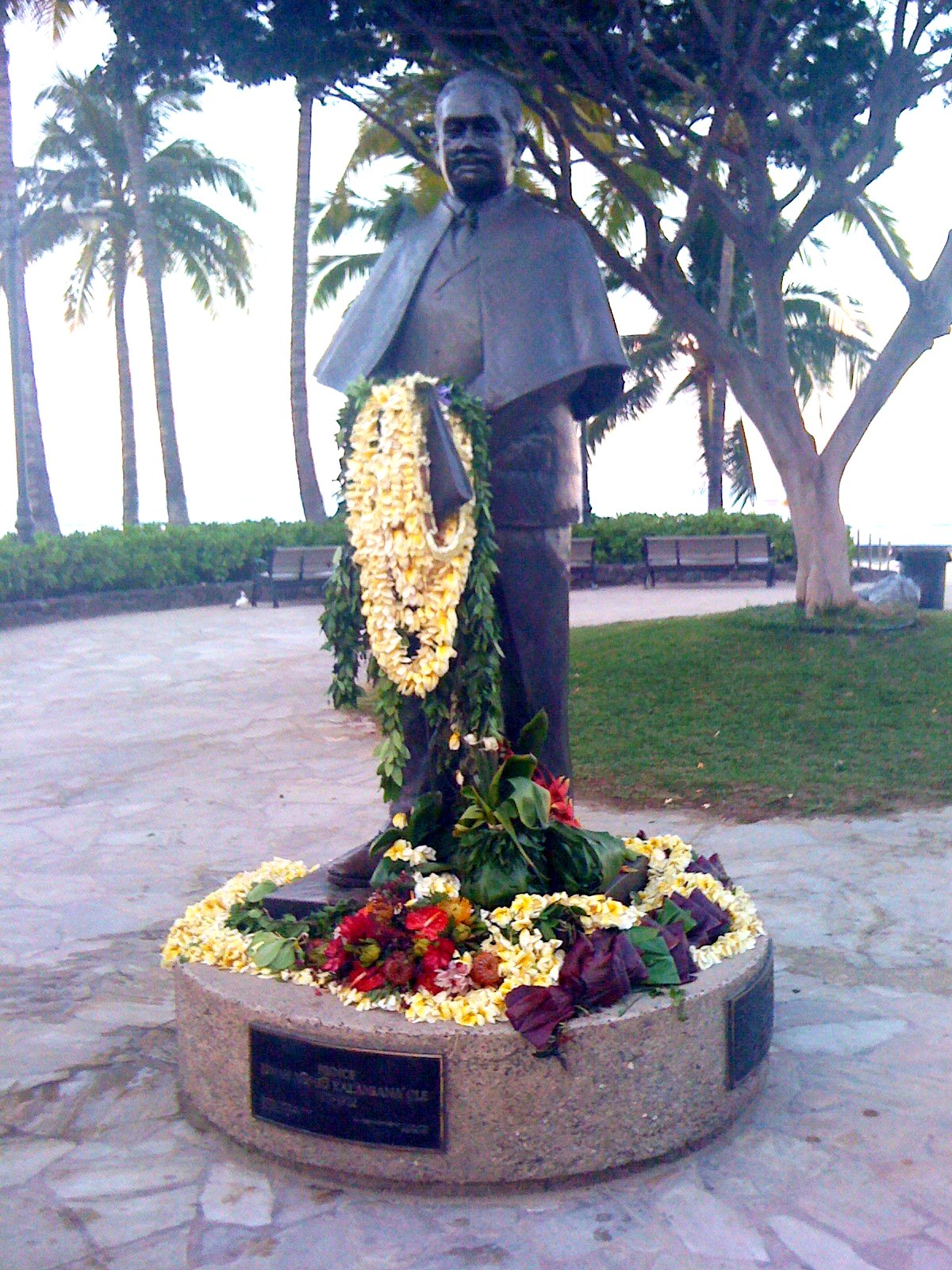
Estátua do Príncipe Kūhiō em Waikiki
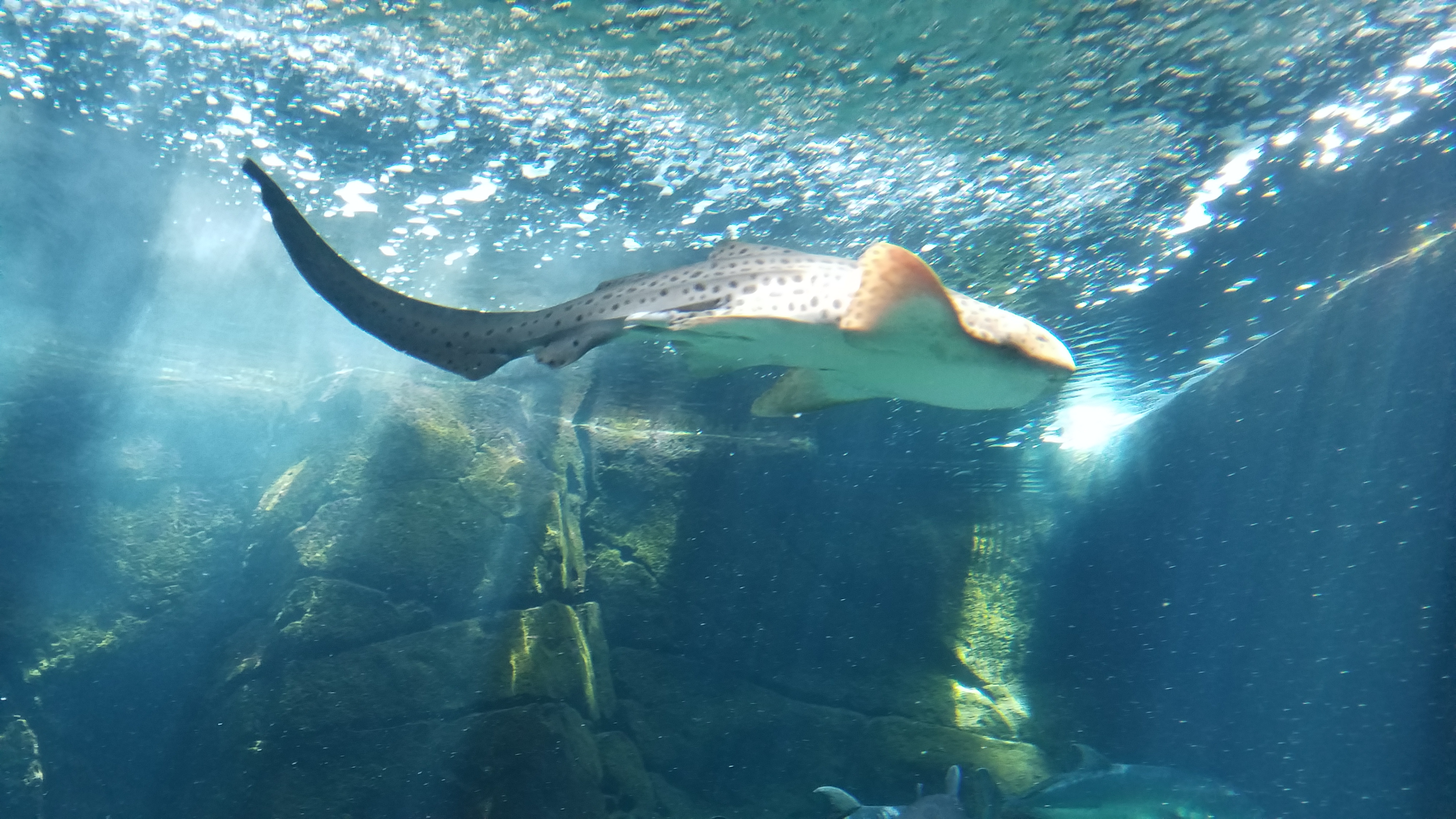
Tubarão-zebra no Aquário de Waikiki